# Laze pri Vačah
Laze pri Vačah este o localitate din comuna Litija, Slovenia, cu o populație de 38 de locuitori.